# Vacherin Mont-d'Or
El Vacherin Mont-d'Or és un formatge tou de llet de vaca (en francès vache és vaca) sense tractar d'una raça Mont Béliard ideal pel contingut proteínic de la seva llet. És originari del Cantó de Jura (suïssa) i Departament de jura a França. Des de l'any 1981 és Appellation d'Origine Contrôlée (Denominació d'origen protegida) l'origen de la qual és la muntanya de Mont d'Or (Vallorbe) (1463 metres d'altura) en el departament de Doubs, en la qual hi ha només 11 formatgeries i a Suïssa des del 2003. El «Mont d'or o vacherin du Haut-Doubs» és la DOP protegida a nivell europeu pel Reglament (CE) n.º 1107/96.

## Característiques
La mida d'una pastilla de formatge sol rondar 12 fins a 32 cm de diàmetre i sol tenir vora 5 cm d'alçada, el pes d'una peça completa oscil·la entremig quilo i 3 quilograms. Durant la maduració a 10 °C està en un anell de fusta d'avet (prevaporitzat perquè sigui fàcilment emmotllable) i això influeix apreciablement en el seu gust final, es forma una superfície de fongs blanca i esponjosa. Posseeix un contingut gras del 50%. L'olor recorda bolets, terra de bosc i olor humida de soterrani. El gust és cremós, recorda nous amb mel i tonalitats de caramel. La consistència de la pasta és gairebé líquida, per la qual raó se serveix en forma de salsa per mullar.
Per a conservar el formatge el millor és un soterrani fosc i humit a 12 °C, si s'ha d'introduir en la nevera és millor de cobrir-ho en paper d'alumini perquè no s'assequi. Es pot congelar per a conservar-ho durant llargs períodes. Se sol vendre en una capsa de fusta. És ideal per a la fondue.
L'any 1987 van morir a suïssa més de 30 persones per un enverinament de Listeria (fong) a causa d'aquest escàndol la gent va aturar de comprar-ho i hi va haver una parada en la producció, des de llavors el Vacherin Mont-d'Or Suisse es fa amb llet només pasteuritzada, tan sols a França es fa amb llet no tractada però sotmesa a molt rigorosos controls de qualitat. La popularitat del formatge ha crescut d'ençà que es va fer la "invenció" de la fondue com a manera de servir aquest formatge.

## Denominació d'Origen
És un producte que comparteix el seu origen al dia d'avui entre dos països d'Europa des de fa diversos segles, essent tradicional de França i Suïssa. Per aquesta raó es distingeix entre:
- Vacherin Mont-d'Or français (també Mont d'Or français o Vacherin du Haut-Doubs) - procedent de Franche-Comté
- Vacherin Mont-d'Or Suisse - variant suïssa.

Per al Mont-d'Or français es tria com a període de maduració de cinc a set setmanes entre els mesos d'Octubre i Febrer. Només es produeix entre el 15 d'agost i el 15 de març, podent-se vendre sols entre el 10 de setembre i el 10 de maig. Aquestes limitacions es deuen al fet que les vaques s'han fer entrar en els estables durant els mesos d'hivern. Aquesta tradició encara que no és necessària ha romàs com a costum. La versió suïssa Mont-d'Or Suisse es menja solament durant els mesos de setembre fins a abril.

## Servir

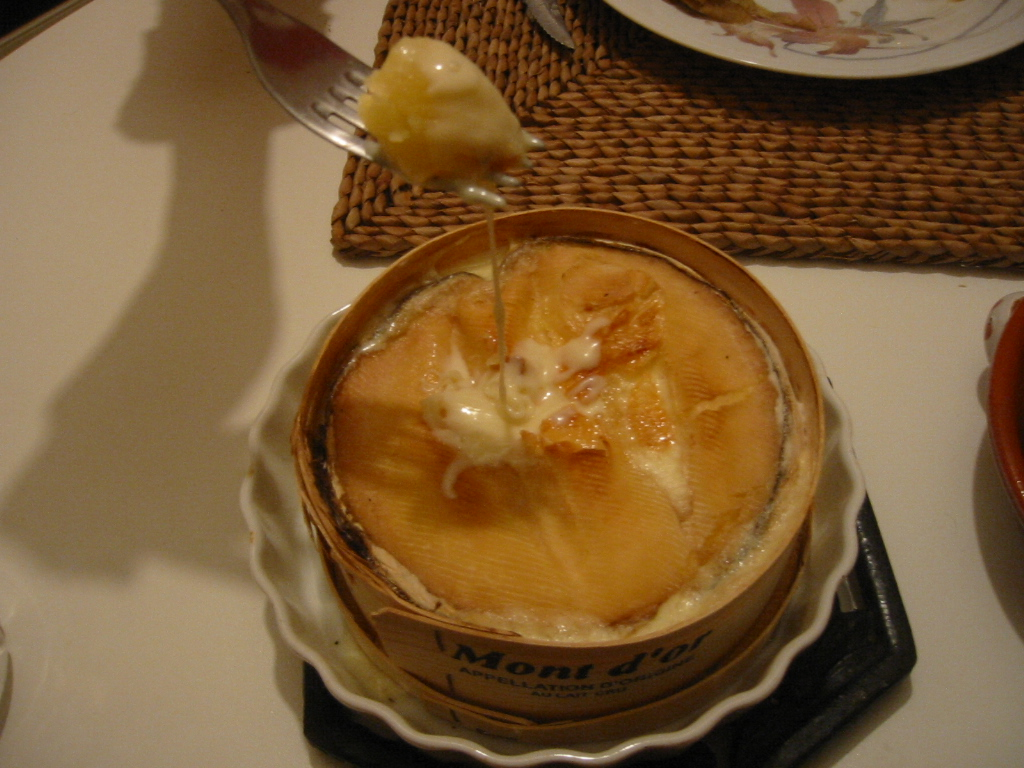
Servir el Vacherin Mont-d'Or en una fondue denominada: Mont-d'Or chaud.

Per a un gaudi òptim d'aquest formatge es lleva la tapa superior que forma la pastilla del formatge i s'unta amb una baguette cruixent, una altra manera és de servir-lo com una fondue (Mont-d'Or chaud). Una manera alternativa és:
1. S'embolica amb paper d'alumini (Papillot) en la part exterior del Vacherin Mont-d'Or.
2. Es perfora la part superior del formatge amb una forquilla. Inseriu un o dues dents d'all (opcional).
3. S'aboca una quantitat generosa de vi blanc sec sobre la capa superior.
4. Es preescalfa el forn a 200 °C i es cuina durant uns 25 minuts.
5. Se serveix sobre unes patates cuites, o unta sobre pa com en una fondue.

Se sol servir amb un vi de la regió: "Côtes de Jura". Si se serveix gratinat al forn es prefereix generalment un vi negre.